# Rio São João
Le rio São João (« rivière saint-Jean ») est un cours d'eau qui baigne l'État de l'Acre, au Brésil.